# Равлюк-Голіцина Ольга Миколаївна
Ольга Миколаївна Равлюк-Голіцина (нар. 25 березня 1954, Київ) — українська кінознавиця, організаторка культурної освіти. Заслужена працівниця культури України (2015). Дослідниця зображальної культури кінофільму, майстерності оператора в кіно.
Понад 45 років — співробітниця Київського національного університету театру, кіно і телебачення імені Івана Карпенка-Карого (з 1979), з яких понад 20 років керувала Інститутом екранних мистецтв (колишнім кінофакультетом університету; 2003—2024). Доцент кафедри кінознавства.

## Життєпис
Народилась 25 березня 1954 року у Києві.
У 1976 році закінчила кафедру кінознавства Київського державного інституту театрального мистецтва імені І. К. Карпенка-Карого (пізніше — Київський національний університет театру, кіно і телебачення імені Івана Карпенка-Карого; КНУТКіТ), курс кандидата мистецтвознавства Юхима Левіна. Серед вчителів Ольги Равлюк-Голіциної — Костянтин Теплицький, Микола Слободян, Оксана Мусієнко.
З 1979 року — співробітниця кінофакультету, лаборантка кафедри філології, пізніше — кафедри кінооператорської майстерності. У 1981 році розпочала педагогічну діяльність.

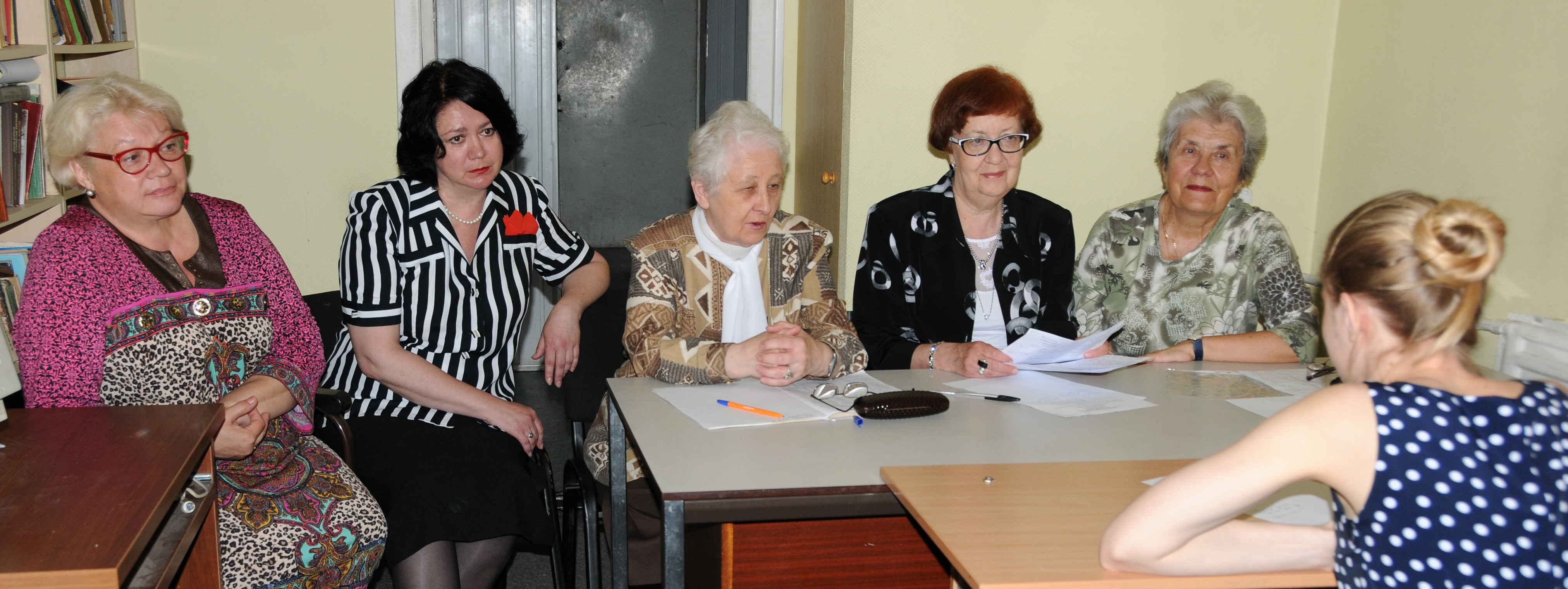
Ольга Равлюк-Голіцина (ліворуч) на випускних екзаменах кафедри кінознавства, червень 2014 року

У 1984—1987 роках навчалась в аспірантурі кафедри кінознавства. З 2003 року — декан Інституту екранних мистецтв (колишнього кінофакультету; ІЕМ) КНУТКіТ. У 2017 році перейшла на посаду директора ІЕМ.
З 2021 року — доцент кафедри кінознавства. У 2024 році залишила керівну посаду директора Інституту екранних мистецтв. Продовжує викладати дисципліни «Зображальна культура фільму» та «Основи кінематографічних професій».
Членкиня Вченої ради КНУТКіТ імені І. К. Карпенка-Карого. Організаторка та креативна продюсерка програми фільмів Міжнародного студентського кінотелефестивалю «Пролог». Дослідниця зображальної культури кінофільму, її впливу на психологію глядацького сприйняття, майстерності оператора в кіно. Як акторка, виконувала ролі у низці студентських фільмів, зокрема «Капітан Бровари» (2023).

## Науковий доробок (частковий)
- Становлення і розвиток операторського мистецтва в Україні (1895 р. — перша половина 20-х років ХХ ст.): Нариси з історії кіномистецтва України; ред.-упоряд. І. Зубавіна / О. Равлюк-Голіцина. — К.: Інтертехнологія, 2006. — С. 659—665.
- Кіноекран як медіальна поверхня / О. М. Равлюк-Голіцина // Мистецтвознавчі записки. — 2019. — Вип. 35. — С. 183—188.
- Візуальна герменевтика кінопогляду / О. М. Равлюк-Голіцина // Науковий вісник Київського національного університету театру, кіно і телебачення імені І. К. Карпенка-Карого. — 2019. — Вип. 24. — С. 124—128.

## Нагороди
- 2004 — почесна грамота Кабінету Міністрів України — «за вагомий особистий внесок у розвиток української культури і мистецтва, підготовку висококваліфікованих спеціалістів, високий професіоналізм та з нагоди 100-річчя від дня заснування Київського національного університету театру, кіно і телебачення імені І. К. Карпенка-Карого»[4]
- 2004 — почесна грамота Міністерства культури України
- 2011 — грамота Державного агентства України з питань кіно
- 2015 — заслужений працівник культури України — «за значний особистий внесок у державне будівництво, соціально-економічний, науково-технічний, культурно-освітній розвиток України, вагомі трудові здобутки та високий професіоналізм»[5]
- 2024 — подяка Голови Верховної Ради України